# Откликной Гребень
Откликно́й Гре́бень — одна из вершин хребта Большой Таганай. 

## География и история
Высота — 1155 метров. Расположен в национальном парке Таганай, в 12 километрах к северо-востоку от города Златоуст. Представляет собой несколько гребенчатых отвесных скал высотой до 100 метров. Откликной гребень — памятник природы.

## Топонимика
Причина возникновения названия — эхо, образующееся на восточном склоне гребня от человеческого голоса.

## Фотогалерея

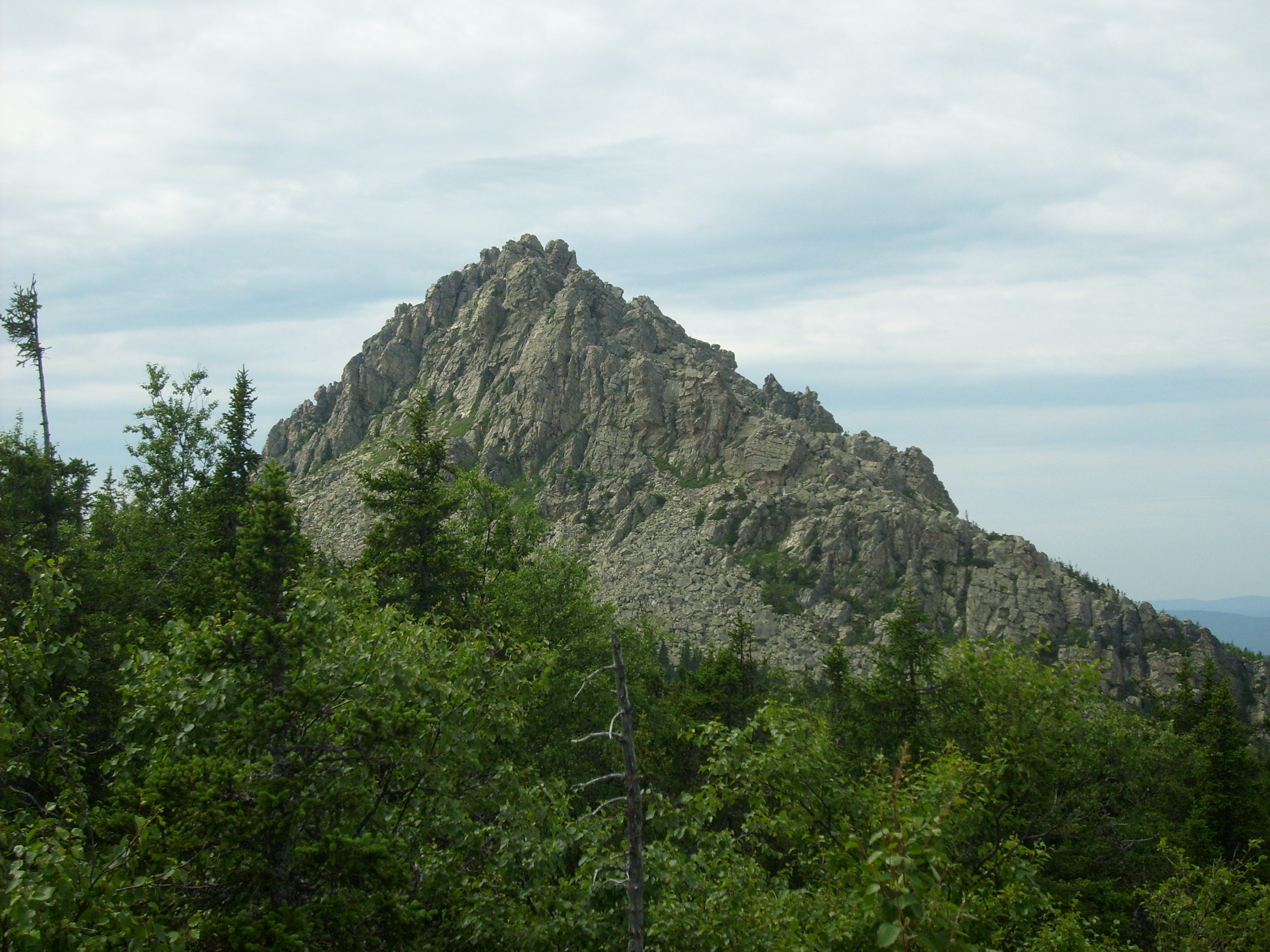
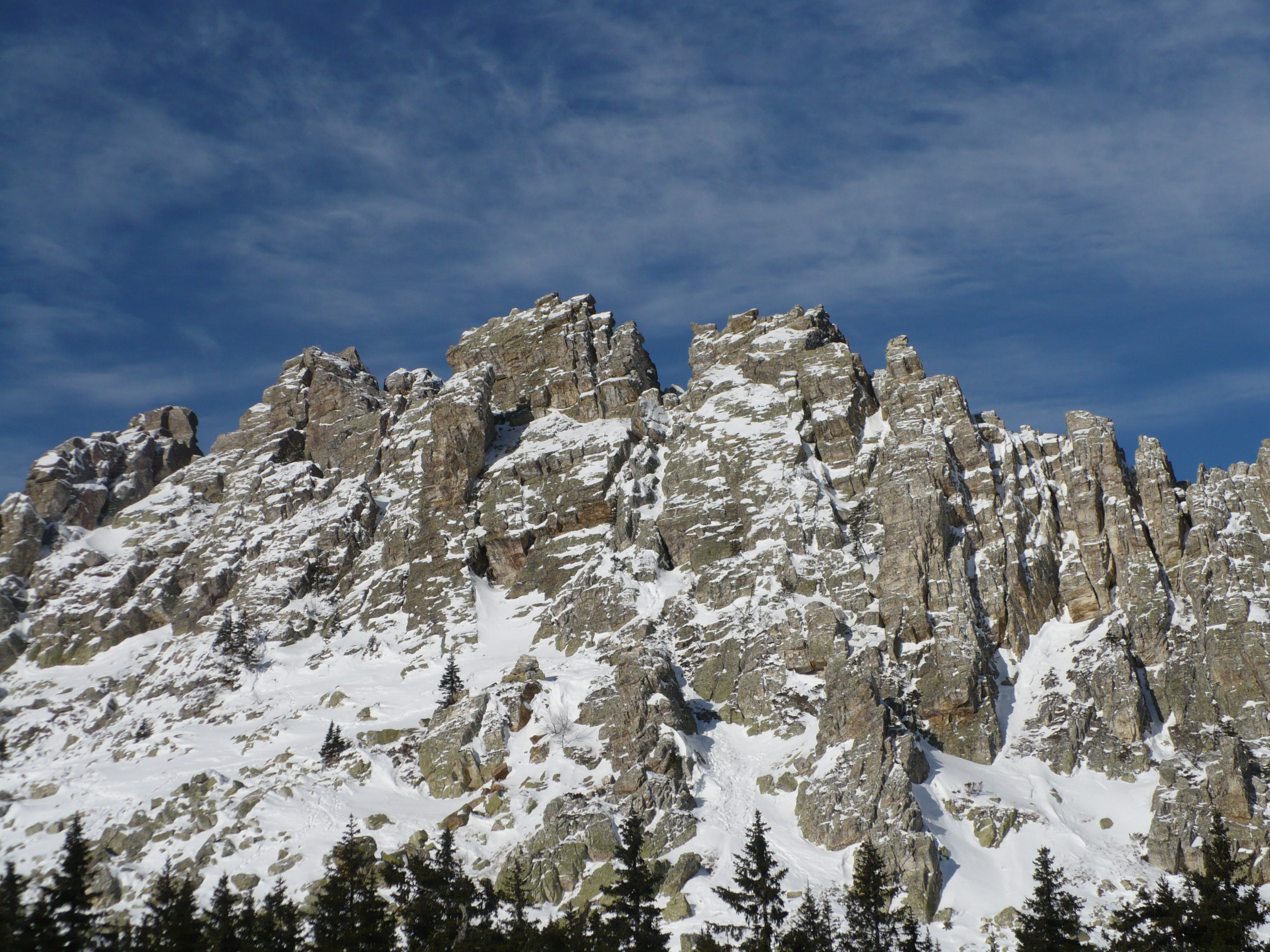
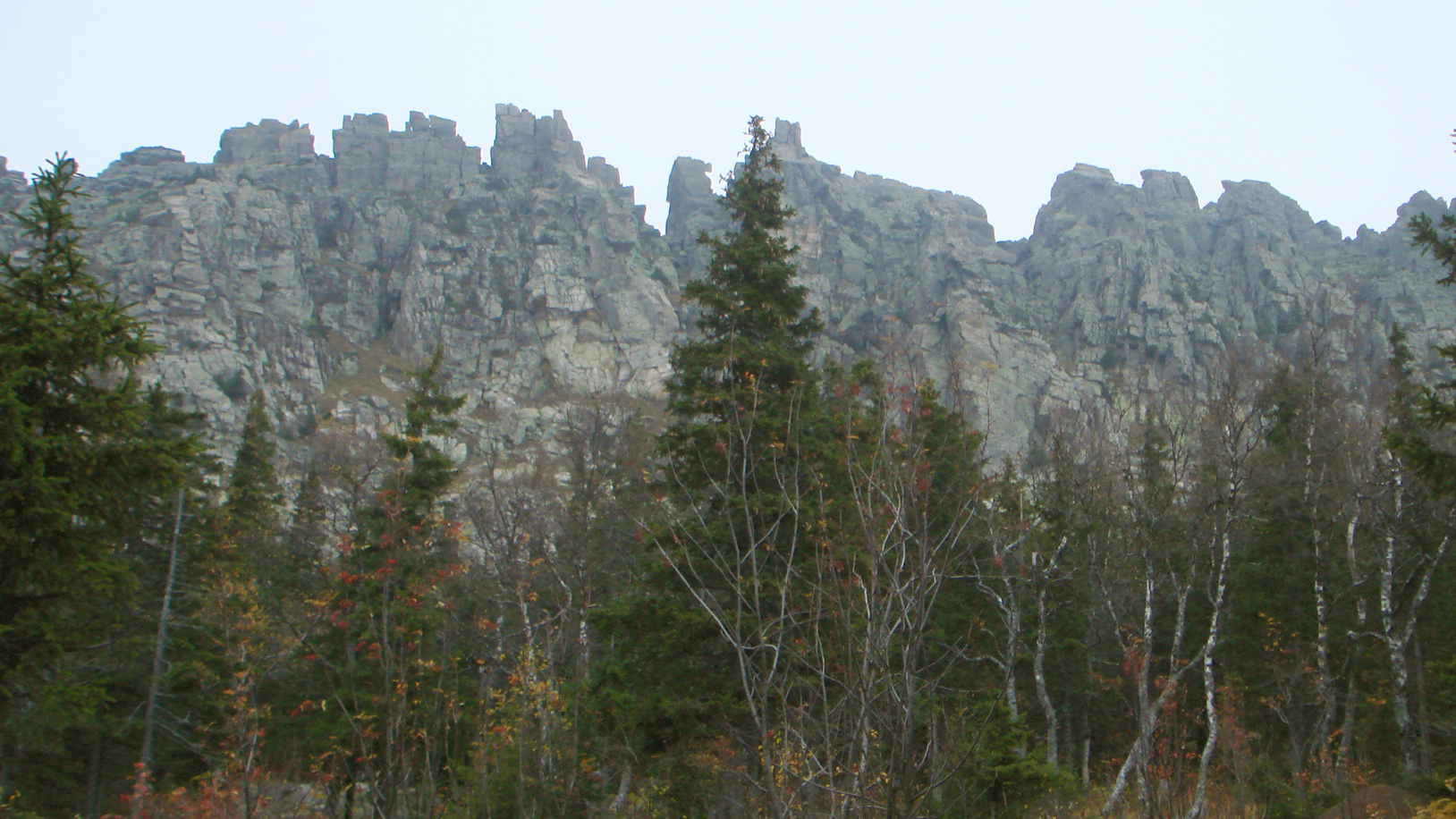
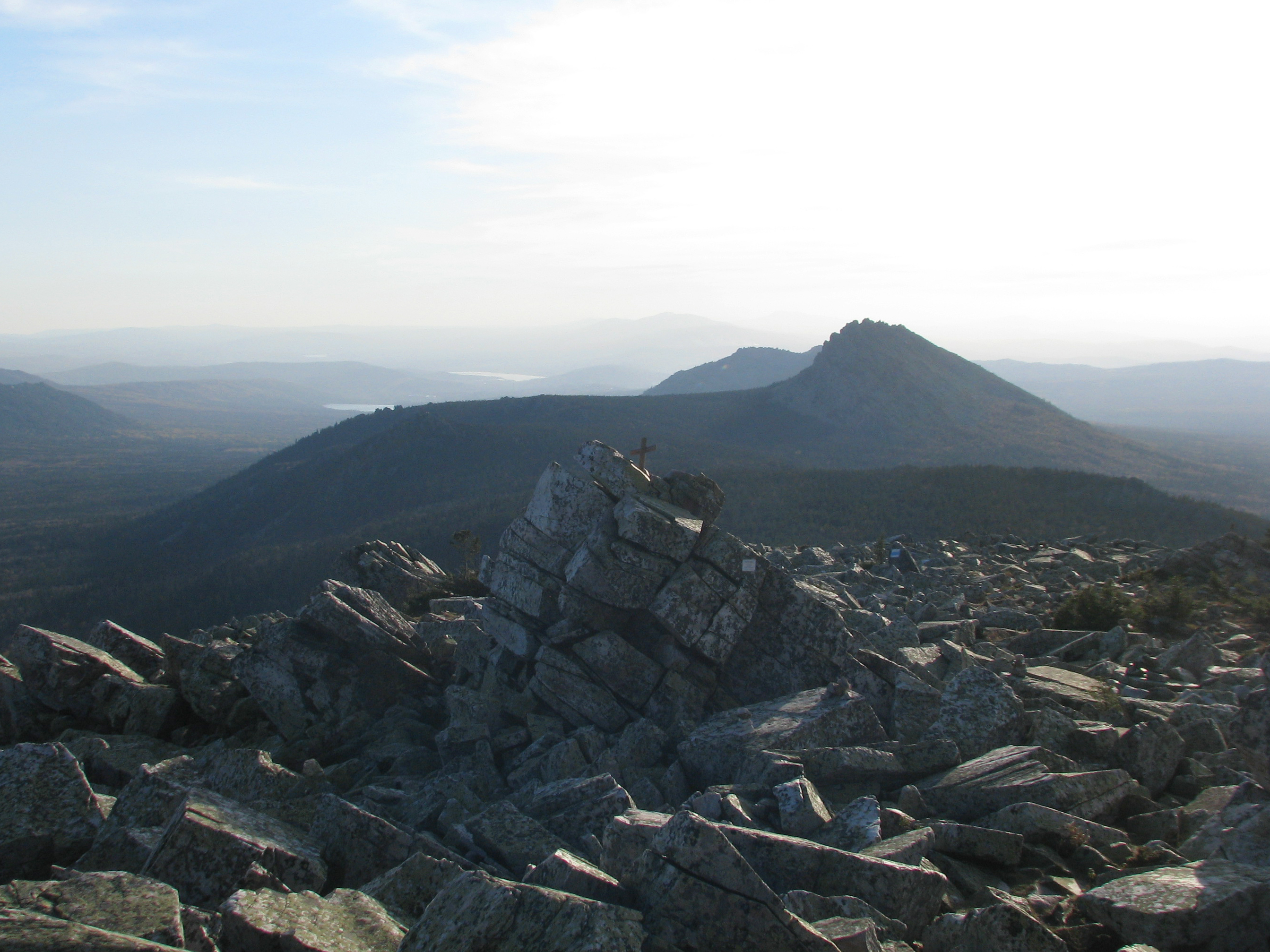
Вид на Откликной с вершины горы Круглицы
Откликной Гребень, у подножия